# Всеукраїнське товариство «Просвіта» імені Тараса Шевченка
Всеукраїнське товариство «Просвіта» імені Тараса Шевченка (колишнє Товариство «Просвіта») — українська громадська організація культурно-освітянського спрямування. Веде діяльність як в Україні (історичній і сучасній), так і в осередках української діаспори.

## Історія

### Виникнення, початки діяльності
Товариство «Просвіта» виникло в 1868 році у Львові як противага антиукраїнським течіям у культурному житті: колонізаторській, підтримуваній цісарською владою — з одного боку, і москвофільській, — з другого. Галицькі москвофіли, що займали тоді панівне становище у Львові, дуже ворожо сприйняли ідею створення Товариства.
Для опрацювання статуту Товариства у березні 1868 року був створений Комітет із представників академічної молоді. До комітету ввійшли такі діячі, як Корнило Сушкевич, Михайло Коссак, професор Академічної ґімназії Павлин Свєнціцький та інші. 2 вересня 1868 року Міністерство освіти дозволило заснувати Товариство «Просвіта». Цей дозвіл став підставою для скликання у Львові першого загального збору. Організація збору була доручена конституційному комітетові, який очолив професор Академічної ґімназії Анатоль Вахнянин. До комітету ввійшли також Корнило Сушкевич, Юліян Романчук, Олександер Огоновський, Олександр Борковський, Михайло Коссак, Омелян Партицький, Андрій Січинський та ін.

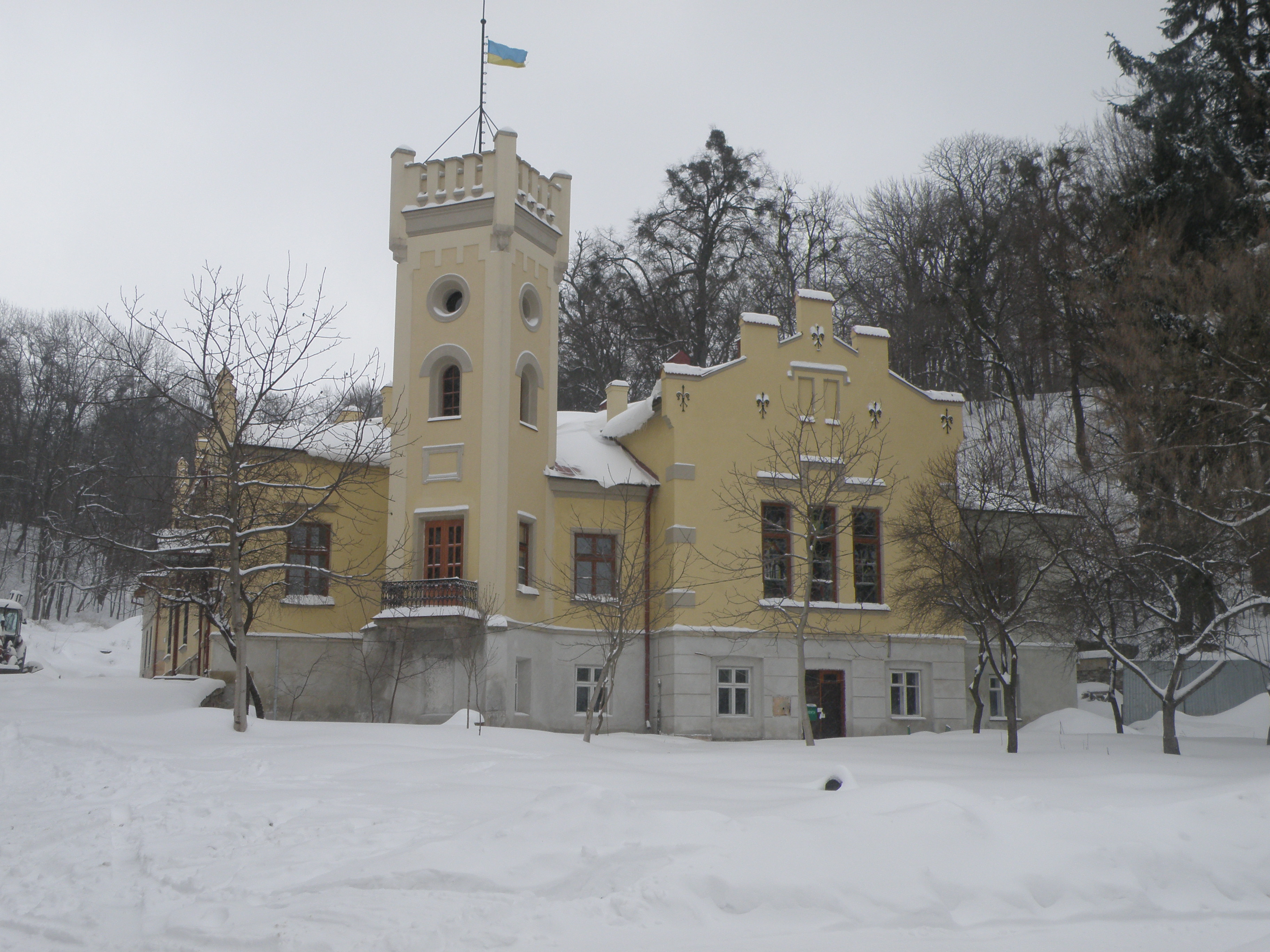
Будівля Міської стрільниці у Львові, де 8 грудня 1868 засновано Товариство «Просвіта»

Загальний збір був скликаний 8 грудня 1868 в залі Міської Стрільниці, що знаходився на вулиці Курковій (тепер вул. Лисенка). На збір прибуло 65 представників, лише один із них, отець Йосип Заячківський, не був мешканцем Львова.
Зі вступним словом виступив голова Збору Анатоль Вахнянин, який заявив, що метою створення Товариства є повернення до ідей, декларованих Головною Руською Радою 1848 р., виголошених Собором Руських Вчених, та відкинутих тодішніми москвофілами, а саме: єдність українського народу від Карпат по Кубань та його окремішність від народів польського та російського.
Програма майбутньої праці «Просвіти» була коротко сформульована у виступі студента Андрія Січинського:
| «Кожний народ, що хоче добитися самостійності, мусить передусім дбати про те, щоби нижчі верстви суспільності, народні маси піднеслися до тої степени просвіти, щоб ця народна маса почула себе членом народного організму, відчула своє міщанське й національне достоїнство й узнала потребу існування нації як окремої народної індивідуальності, бо ніхто інший, а маса народу є підставою усього». |
Головою новоствореного Товариства збір обрав Анатоля Вахнянина, його заступником — Володимира Ганкевича (секретар Установчих зборів товариства). Членами Виділу (керівного органу) стали :
- Корнило Сушкевич
- Юліян Романчук
- Олександер Огоновський
- Корнило Устиянович
- Олександр Борковський
- Михайло Коссак
- Омелян Партицький
- Іван Комарницький (студент)
- Максим Михаляк (студент).[2]

Вирішено було створити українську бібліотеку з читальнею і щорічно видавати календар для народу.

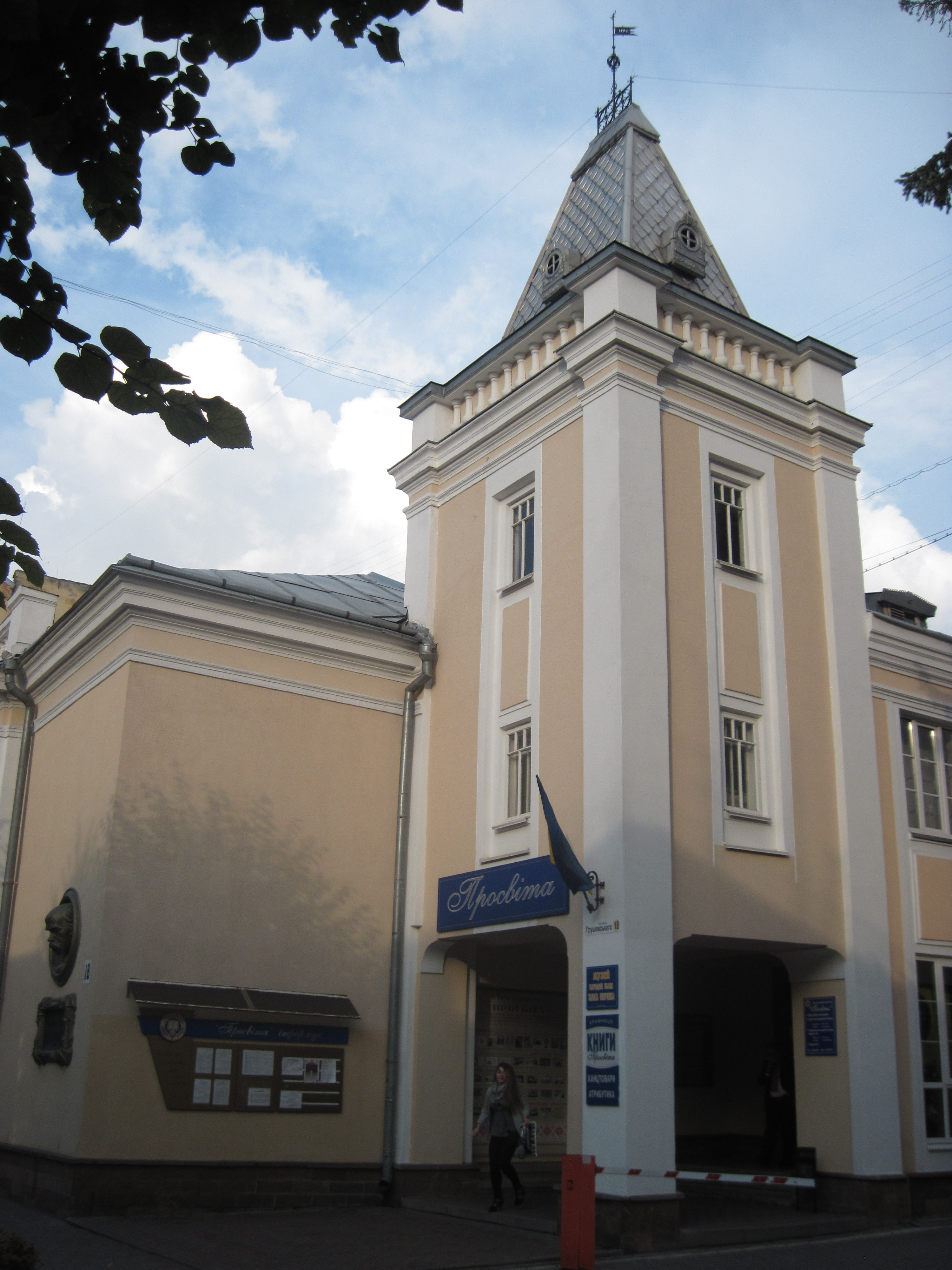
Будівля «Просвіти» в Івано-Франківську (2014)

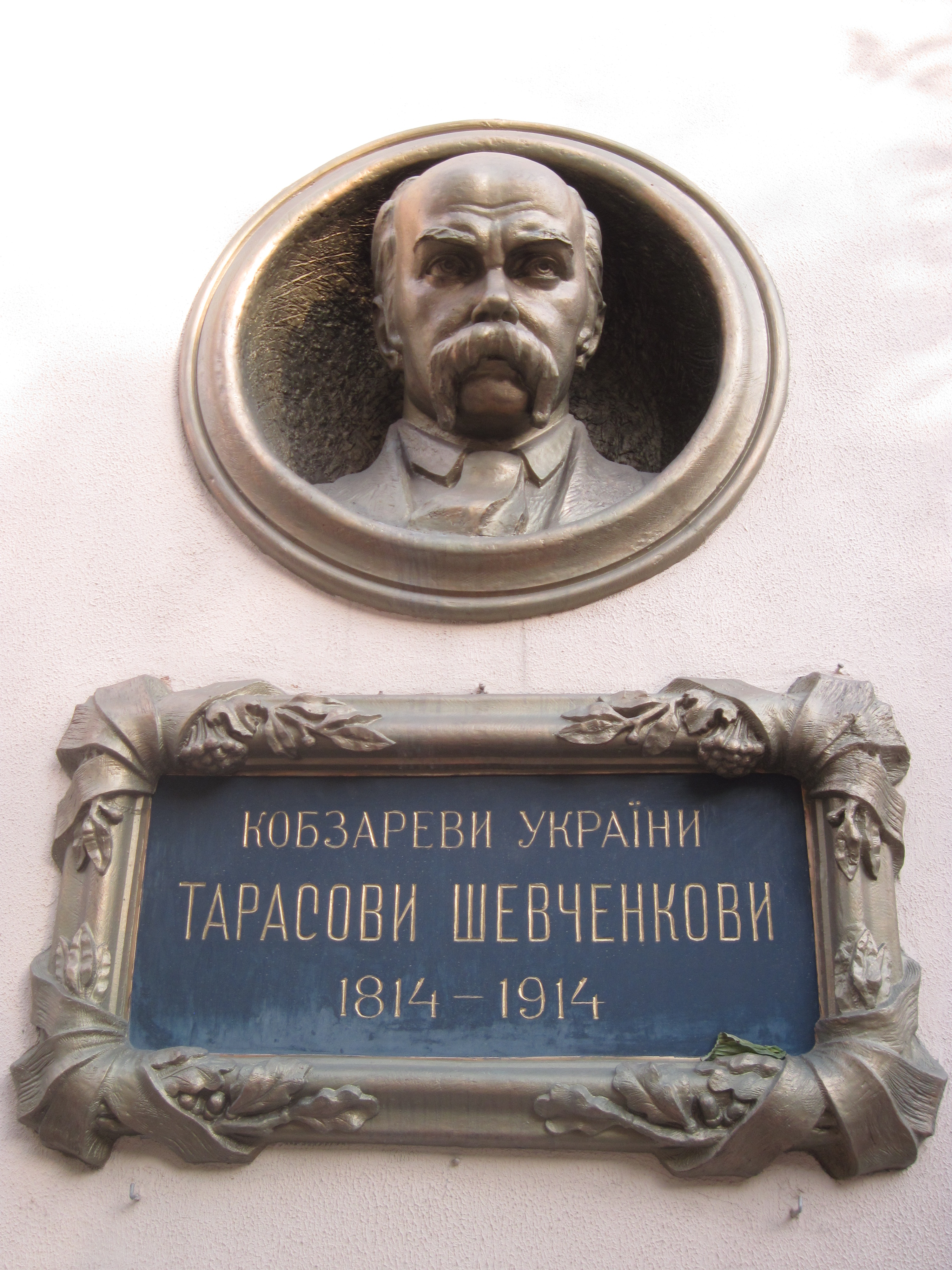
Пам'ятна дошка Тарасу Шевченку на будинку «Просвіти» в Івано-Франківську (2014)

Загальний збір «Просвіти» отримав привітання від українських народовських громад Бережан, Тернополя, Перемишля, Станіславова і Чернівців, від студентських товариств «Січ» і «Основа» у Відні. Вітальні телеграми надійшли з Чехії, Сербії та Словаччини. Тим часом москвофільське «Слово» назвало Товариство «польською інтригою».
Щоб роз'яснити мету Товариства, його виділ звернувся 11 лютого 1869 року зі спеціальною відозвою до народу. У ній указувалося, що «поза школою не знаходить українська дитина ніякого духовного корму, через котрий самосвідомість, моральність і добробут у народі могли би чимраз більше розвиватися».
Товариство працювало у складних умовах. Воно не мало приміщення, а тому наради і засідання проводили вдома у К. Сушкевича або А. Вахнянина. Згодом збиралися у Народному домі чи випрошували прихисток у польської «Стрільниці». Плідно працювала просвітницька секція, що розпочала видавати для народу популярні книжечки і готувати підручники для єдиної української гімназії. Редактором популярних видань став письменник Юрій Федькович. Товариство домовилося про книгообмін з польськими та чеськими освітніми товариствами.
26 травня 1870 року відбувся другий загальний збір Товариства. І знову довелося просити приміщення у «Стрільниці». Збір визначив нові принципи роботи «Просвіти».
На Товариство відразу почалися нападки як намісництва і староств, так і русофільського «Слова». Однак просвітна робота набирала сили. За два роки засновано три нові філії «Просвіти», організовано читальні, почали видавати друкований орган "Письмо з «Просвіти», а з 1880 року під редакцією члена виділу «Просвіти» Володимира Барвінського стала виходити народовська політична газета «Діло». Широка популярність Товариства змусила галицький сейм надати йому 1000 срібних «запомоги», яку згодом збільшено на 50 відсотків.
Після заснування «Просвіти» її філії утворено в Станиславові (1877), Коломиї (1880), Кутах (1897), Надвірні (1908), Косові (1909), Делятині (1912).

### Подальші роки
30 листопада 1880 року з ініціативи Володимира Барвінського скликано перше українське народне віче у Львові. Віче було однією з форм політичної роботи Товариства. Зі зміною ситуації політична боротьба могла мати для «Просвіти» непередбачені наслідки. Зваживши на це, члени виділу (Омелян Огоновський, Юліан Романчук, Олександр Огоновський, Олександр Стефанович, Іван Белей, Кость Левицький та інші) вирішили створити перше українське політичне товариство «Народна Рада», яке б співпрацювало з «Просвітою». 1884 року засновано ремісниче товариство «Зоря», його очолив один із керівників «Просвіти» Василь Нагірний.
За ухвалою загального збору Товариства, який відбувся 25 березня 1891 року, читальні «Просвіти» вели курси неписьменних, проводили «відчити», вечорниці, ставили п'єси, а крім того, створювали рільничо-господарські та промислові спілки, позичкові й ощадні каси.
Своє 25-річчя «Просвіта» відзначила дуже урочисто. Разом з іншими українськими товариствами вона організувала перевезення з Новосілок-Міських на Личаківське кладовище останків о. Маркіяна Шашкевича. Іван Белей підготував коротку «Історію Просвіти».
Великим досягненням «Просвіти» була, безперечно, купівля у 1895 році власного будинку. Для цього надійшли пожертвування не тільки з Галичини, а й з Наддніпрянщини. Кияни передали через професора Михайла Грушевського 1 500 ринських.
31 січня 1896 року загальний збір «Просвіти» обрав головою Товариства професора Юліана Романчука. Ці обов'язки він виконував цілих десять років. За цей час швидкого розвитку набув кооперативний рух, який покликав до життя в 1898 році «Краєвий Союз Кредитовий», а в 1904 році — нове товариство «Краєвий Союз Ревізійний». Члени «Просвіти» провели маніфестації з нагоди 50-річчя скасування панщини і 100-річчя «Енеїди».
На зламі двох віків значно активізується політичне життя, в якому члени «Просвіти» завше йдуть попереду. Саме 1899 року більшість народовців оформилася в Національно-демократичну партію на чолі з Юліаном Романчуком і Костем Левицьким. Галицька інтелігенція долає консерватизм. Замість самоназви «русин» («руський») поширюється назва «українець» («український»). Водночас запроваджено фонетичний правопис до популярних видань «Просвіти». Просвітницьку діяльність щиро підтримує духовенство, зокрема тодішній станиславівський єпископ Андрей Шептицький.
Почуття єдності західних і наддніпрянських земель виявилося під час святкування 12 листопада 1905 року ювілею гетьмана Богдана Хмельницького. На той час за прикладом Галичини організовуються освітні товариства під назвою «Просвіта» на землях Наддніпрянщини: спочатку — в Одесі (1906), згодом — у Катеринославі (за даними В. Вериги, почало діяти 1905 року як Літературно-артистичне українське товариство), Житомирі, Кам'янці-Подільському, Києві, Чернігові, Миколаєві. На Дону утворилась новочеркаська «Просвіта», а в Катеринодарі почала діяти Кубанська «Просвіта». Цікаво, що власні читальні «Просвіти» мали переселенці навіть на далекосхідному Зеленому Клині та в Америці, зокрема, в Аргентині.
На Лівобережній Україні єдиним товариством «Просвіта», яке отримало дозвіл губернатора на заснування, була чернігівська «Просвіта», заснована 27 грудня 1906 року членом Державної Думи Іллею Шрагом та Михайлом Коцюбинським (був обраний головою). Чернігівська «Просвіта» відкрила 2 філії — у Ніжині і Козельці. 1911 року через переслідування з боку царської адміністрації товариство припинило свою діяльність.
Через заборону царської адміністрації не вдалося відкрити «Просвіти» в Полтаві та Харкові. Засноване у Харкові Українське літературно-етнографічне товариство імені Квітки-Основ'яненка фактично виконувало функції «Просвіти». У Полтаві до 1917 року не вдалося добитися права офіційно заснувати «Просвіту», національно-культурна та економічна діяльність проводилася через систему кооперації.
Починаючи з 1906 року, «Просвіту» очолювали доктор Євген Олесницький (усього 4 місяці) та Петро Огоновський. 1 листопада 1910 року головою Товариства став судовий радник Іван Кивелюк, який виконував ці обов'язки до 1922 року. За його головування «Просвіта», попри тяжке воєнне лихоліття, досягла небачених висот.
Четвертий статут «Просвіти» ухвалено 1891 року, а п'ятий — 1913-го. Він поставив завдання широкої культурно-освітньої роботи. Вона передбачала діяльність народного театру і кінотеатру, проведення народних свят, з'їздів і краєзнавчих походів, організацію книгозбірень, народних музеїв, публічних читалень, книгарень, друкарень та інших підприємств, різних курсів і шкіл (народних, середніх, вищих, господарських, промислових, торговельних), ведення зразкових господарств, садів тощо.
З 1906 по 1912 роки організували 15 кооперативних курсів. Сприяло розвитку шкіл: сільськогосподарської — в Милуванню, господарської — в Угерцях Винявських, 1911 року заснували Торговельну школу в Львові. До 1912 року «Просвіта» видала 445 назв книжок загальним накладом 3115295 шт., мала 2944 читальні, 504 читальняні доми, 197035 членів, 2364 бібліотеки, кілька сотень аматорських гуртків, хорів, кільканадцять духових оркестрів. Кожний член товариства отримував на рік кілька книжок. 1912 року при читальнях існували 540 крамниць, 236 позичкових кас. Наприкінці 1913 року «Просвіта» мала 77 філій і 2648 читалень. Масово почали створюватися бібліотеки. У віддалені місцевості книжки надходили безплатно. Важливе місце у просвітній праці посіли виклади і відчити, «курси вищої освіти», курси навчання неписьменних. «Просвіта» підтримувала жваві зв'язки з українцями Закарпаття, Хорватії, Боснії, Сполучених Штатів Америки, з багатьма освітніми організаціями.
До важливих здобутків «Просвіти» належить відзначення ювілейних річниць — 50-річчя від дня смерті Тараса Шевченка, 100-річчя від дня народження Маркіяна Шашкевича, 50-річчя «Руської Бесіди», 40-річчя письменницької діяльності Івана Франка. 13 грудня 1913 року «Просвіта» взяла участь у події надзвичайної ваги — митрополит Андрей Шептицький передав громадськості Львова Національний музей, який він заснував. При цьому «Просвіта» подарувала музеєві цінні пам'ятки зі свого архіву.
Кілька місяців тривали ювілейні Шевченківські урочистості. Цікаво, що читальні та філії, засновані 1914 року, мали ім'я Тараса Шевченка. У масову маніфестацію перетворився «Краєвий Шевченківський здвиг» українських руханкових, пожежних і стрілецьких організацій, що відбувся 28 грудня 1914 року. Свою майстерність показали згуртовані в «Соколах», «Січах» та «Стрілецьких куренях» галицькі юнаки.
Російська окупація Львова завдала значної шкоди «Просвіті». Знищено бібліотеки, читальні, репресовано активних діячів. Деякі з них мусили виїхати за межі Галичини. Навіть після російського відступу воєнний стан унеможливив Товариству розгорнути свою діяльність. Та все ж вона активізувалась у 1918 році, коли Україна воскресла до державної незалежності. Товариство «Просвіта» допомогло сформувати Міністерство освіти ЗУНР.
Терор польської окупаційної влади не оминув і «Просвіту». Заарештованого голову Товариства Івана Кивелюка вивезли до табору інтернованих біля Кракова.
Лише від початку 1920 року знову пожвавилося просвітянське життя. Щоб піднести народний рух, у грудні 1920 року проведено «Свято Просвіти», через 2 місяці відзначено 60-річчя від дня смерті Тараса Шевченка, під час якого створено видавничий фонд «Учітеся, брати мої!».
Для збирання матеріалів про історію визвольної боротьби Головний виділ Товариства створив окреме видавництво «Червона Калина». У п'ятиріччя смерті Івана Франка тлінні останки великого поета перевезли на нове місце поховання. Одночасно був оголошений конкурс на проєкт надмогильного пам'ятника. 1 листопада 1921 року відбувся загальний збір, який обрав головою головного Товариства Івана Кивелюка, що саме сидів під арештом. На жаль, йому не довелося головувати довго: рівно через 4 місяці Іван Кивелюк помер. Більше як рік «Просвіту» очолював голова міста доктор Іван Брик. У квітні 1923 року загальний збір обрав головою професора Михайла Галущинського.
Про розмах організаційної праці в «Просвіті» свідчать такі дані: за 5 повоєнних років число філій зросло до 96, а читалень «Просвіти» — до 2934, що перевищило передвоєнні дані відповідно на 9 і 65 одиниць. Організаційні успіхи затьмарювали великі борги, які не давали можливості просвітянам розгорнути діяльність на повну силу.
Після смерті професора Михайла Галущинського десятим головою «Просвіти» був обраний Іван Брик. Товариство працювало далі, переборюючи труднощі.
У 1928-му, своєму ювілейному році, «Просвіта» мала на землях окупованої Польщею Галичини 2934 читальні і 12 508 безпосередніх членів. Значно слабше працювало Товариство на Волині, Підляшші та Холмщині, де діяло близько 600 його читалень.
Розпочатий польською владою на зламі 20-30-х років брутальний наступ на українську культуру призвів до сумних наслідків. Значно скоротилося число читалень і безпосередніх членів «Просвіти», різко зріс в умовах тодішньої економічної кризи її борг.
Товариство не здавалось, в 1934 році мало 3046 читалень і близько 500 тисяч членів. Відновлено і відкрито нові читальні. За редакцією професора Василя Сімовича далі виходив ілюстрований науково-популярний місячник «Життя і Знання». Видавалися книжки фірми фонду «Учітеся, брати мої!» — для найширшого загалу української громадськості, новорічні календарі. Просвітяни організували конференції та перевишкіл бібліотекарів і керівників гуртків самоосвіти й аматорських театрів. 1936 року «Просвіта» мала 83 філії, 3210 читалень, 1207 домівок, 3209 бібліотек із фондом 688 186 книжок, 2185 театральних гуртків, 1115 хорів, 138 оркестрів, 550 гуртків самоосвіти, 86 курсів для неписьменних і 262 гуртки просвітянської молоді.
У наступні 2 роки справи були ще кращими. Лише активних членів налічувалося близько 500 000. Працювало 11 комісій (просвітньо-організаційна, освітньо-виховна, видавнича, бібліотечна, господарсько-фінансова, театрально-співова, для поборювання неписьменності та інші).
Урочисто відзначено 70-річчя заснування «Просвіти». 22 травня 1938 року відбулося богослужіння, яке відправив єпископ Микита Будка. Андрей Шептицький освятив новий біло-золотистий прапор «Просвіти» з написом: «В силі духа-перемога народу!». Цей прапор вигаптували жінки з «Народного мистецтва» за проєктом Святослава Гординського. Прапор увінчали стрічками голова Наукового Товариства імені Шевченка професор Іван Раковський, голова «Рідної школи» професор Іван Галущинський, представник української кооперації та інших організацій.
Після 1937 року «Просвіта» переживала тяжкі часи. Польська влада закривала читальні, особливо на північно-західних землях. Комуністи намагалися через низові читальні пропагувати «великі перетворення» за Збручем. У таких умовах 8 червня 1939 року відбувся в «Театрі Ріжнорідностей» останній загальний збір «Просвіти». Він обрав головою Товариства отця Юліана Дзеровича.
1939 рік став останнім роком існування «Просвіти» на наших землях. Сталінські опричники знищили у центральному будинку Товариства (площа Ринок, 10) його архів, цінні історичні документи і рукописи, друковану продукцію. Так вони вчинили з осередками «Просвіти» і в інших містах і селах. Не дозволили відновити роботу і гітлерівські окупанти; що варто зазначити, саме з балкона товариства «Просвіта» у Львові (Площа Ринок, 10) 30 червня 1941 року Українськими Національними Зборами з ініціативи Організації українських націоналістів проголошено Акт відновлення Української Держави.
Відтоді Товариство «Просвіта» існувало лише за межами України, де українські емігранти відсвяткували його 100-річний ювілей. На теренах України пауза в існуванні товариства тривала півстоліття.

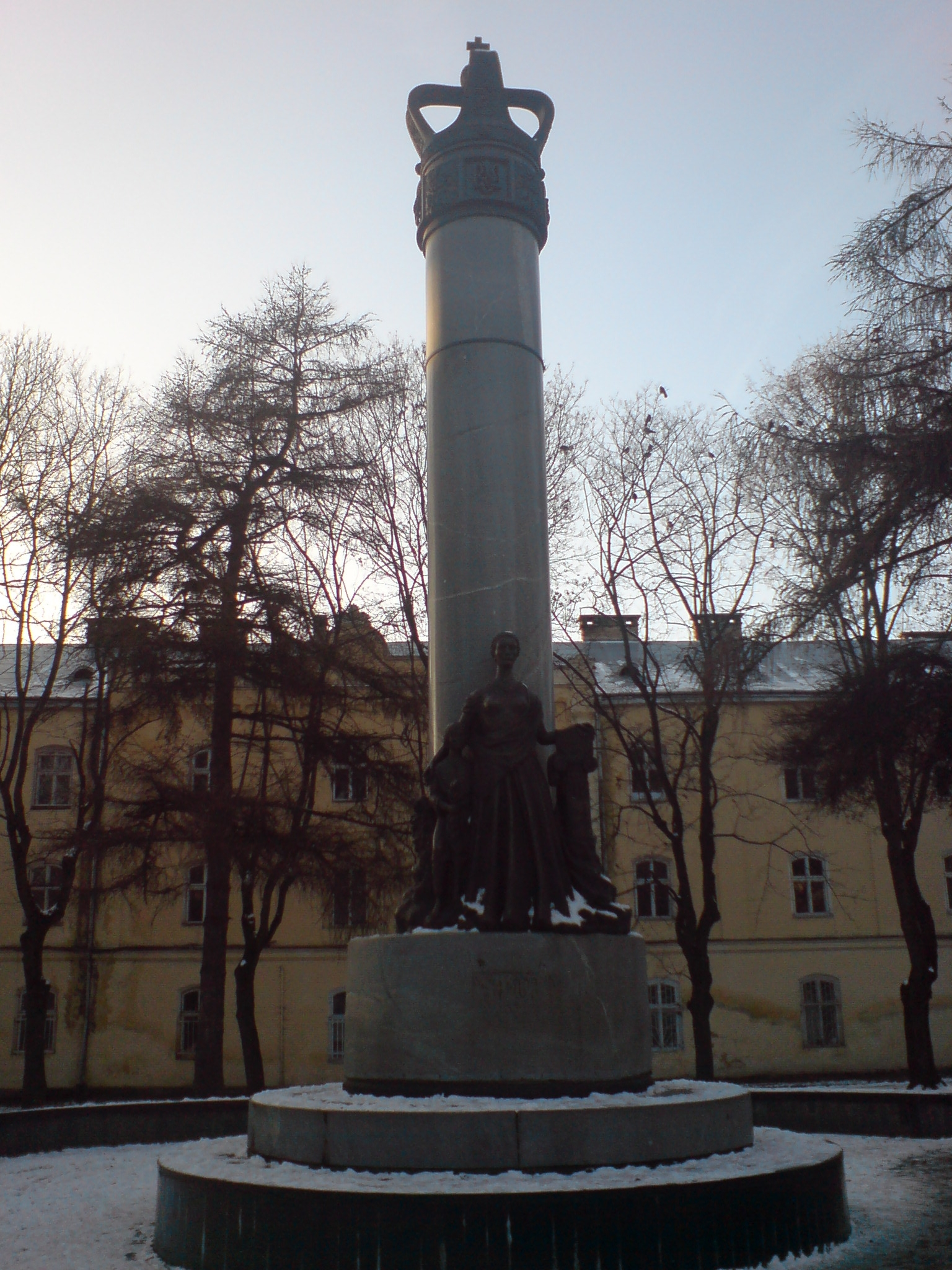
Пам'ятник на честь 125-річчя товариства «Просвіта» у Львові

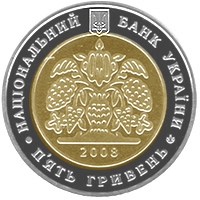
Ювілейна монета НБУ номіналом 5 гривень випущена 1 грудня 2008 року до 140-річчя заснування Просвіти. Аверс

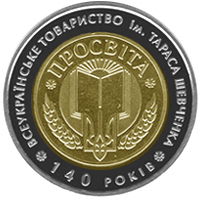
Реверс

### Новітня історія «Просвіти»

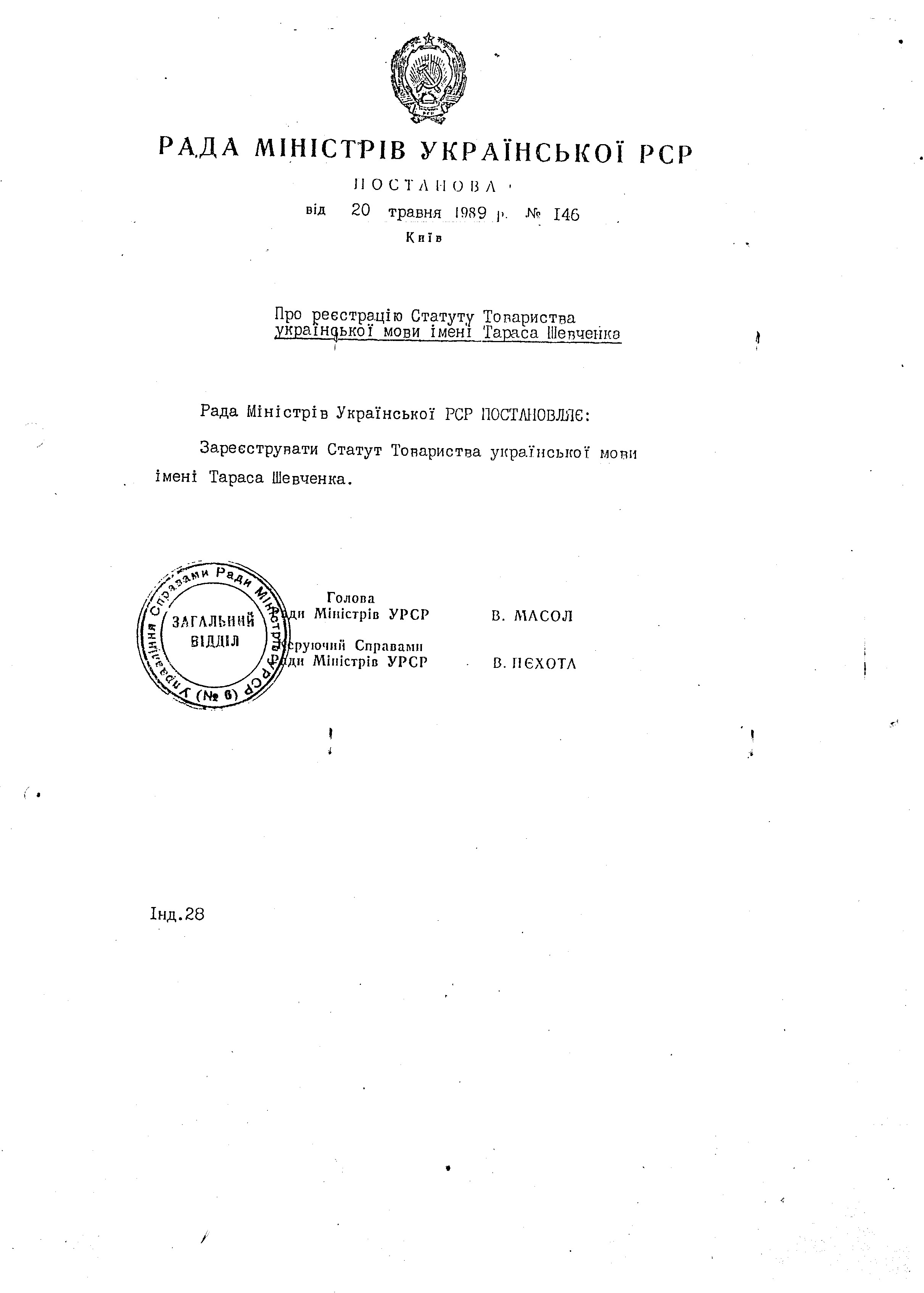
Свідоцтво про реєстрацію Статуту Товариства української мови імені Тараса Шевченка

Наприкінці 80-х років, коли агонізувала комуністична система в Україні, досвід «Просвіти» прислужився справі самоусвідомлення, самоідентифікації українців, реалізації національної ідеї, квінтесенцією якої стало проголошення Акта Незалежності 24 серпня 1991 року. Становлення організації відбувалося в умовах шаленого тиску комуністичної номенклатури. 17 грудня 1988 року в Києві був створений організаційний комітет для скликання установчої конференції Товариства української мови, який очолив Дмитро Павличко. Через два місяці був підготовлений статут. А 11—12 лютого 1989 року в Республіканському будинку кіно відбулась установча конференція Товариства української мови ім. Т. Г. Шевченка — перший легальний форум незалежної громадської організації у Києві. Затверджено статут і обрано керівні органи Товариства української мови імені Тараса Шевченка. Головою став Дмитро Павличко.
Товариство брало найактивнішу участь у всіх загальнополітичних заходах, не випускало з поля зору проблему зміцнення позицій української мови як державної, підготовку Верховною Радою Закону про мови в Україні. Розпочало активну видавничу роботу, зокрема почало випускати газету «Слово». У цей період чисельність організації була максимальною і сягала півмільйона чоловік.
29—30 вересня 1990 року відбулася II конференція Товариства української мови імені Тараса Шевченка в місті Києві. Змінено статут. На альтернативній основі головою Товариства обрали народного депутата України Павла Мовчана.
12 жовтня 1991 року була скликана III позачергова конференція Товариства української мови імені Тараса Шевченка, на якій Товариство реорганізували у Всеукраїнське товариство «Просвіта» імені Тараса Шевченка. Водночас ряд регіональних організацій Товариства піддали сумніву легітимність III позачергової конференції Товариства української мови імені Тараса Шевченка, яка спершу збиралася як розширена нарада і оголошена конференцією вже на самому засіданні — природно, що за таких умов її учасники не були делегатами і не мали відповідних повноважень для голосування. Для узгодження дискусійних питань та слухання звіту керівництва регіональні (обласні) ТУМ запропонували скликати IV позачергову конференцію, яка так і не відбулася внаслідок позиції деяких чільних функціонерів Товариства. У подальші роки в ряді регіонів, зокрема на Сході і Півдні України, де ситуація з українською мовою і культурою до сьогодні залишається складною, відбувався болючий процес дезінтеграції Товариств української мови і створення товариств «Просвіта». Частина Товариств української мови, які не увійшли до «Просвіти» утворили Асоціацію товариств української мови. Разом з тим, загальна чисельність організації суттєво зменшилася (Зокрема, в Донецькій області — з 3 тисяч до декількох сотень, що негативно вплинуло на подальші подї в регіоні).
1993 року відбувся IV з'їзд Всеукраїнського товариства «Просвіта» та ювілейне засідання, присвячене 125-літтю «Просвіти» в Україні. Головою Товариства переобрано народного депутата України Павла Мовчана. З'їзд окреслив актуальні проблеми українського відродження і розбудови держави. Особливу увагу звернули на майбутні вибори до Верховної Ради України. Просвітяни продовжили взятий курс на висвітлення замовчуваних раніше сторінок нашої трагічної історії, на відродження української національної культури через видавничу, лекційно-просвітницьку діяльність, визначили як пріоритетну економічну просвіту народу… Цього ж року Харківське обласне об'єднання започаткувало видання щомісячної газети «Журавлик».
Активну участь взяли просвітяни і в конституційному процесі, який завершився перемогою демократичних сил — ухваленням 28 червня 1996 року Конституції — Основного Закону України та проголошенням статтею 10 державності української мови. Великий резонанс в українському суспільстві викликала зорганізована Товариством серія «круглих столів» за участю урядових структур щодо активного впровадження статті 10 Конституції України в усі ділянки суспільного життя.
З лона Товариства української мови та «Просвіти» виокремились більшість новітніх організацій і партій.
Ця організація профінансувала перший український анімаційний мультсеріал «Лис Микита».
8 грудня 2018 року на державному рівні відзначено пам'ятну дату — 150 років з часу заснування в місті Львові культурно-освітньої громадської організації «Просвіта». Урочистості відбулися в Львівській опері за участі Президента України Петра Порошенка.

## Відзнаки Товариства «Просвіта»

### Медаль «Будівничий України»
Медаль Будівничий України — найвища громадська нагорода Всеукраїнського товариства «Просвіта» ім. Тараса Шевченка, заснована 2000 року, яку вручають за значні заслуги в політичній громадській, науковій, культурній і освітянській діяльності та розбудові незалежної України.

### Всеукраїнська премія імені Бориса Грінченка
Всеукраїнське товариство «Просвіта» імені Тараса Шевченка з 2003 року щороку відзначає Премією імені Бориса Грінченка учених, просвітян, громадських і політичних діячів, які зробили значний внесок у розбудову незалежної України, утвердження державної української мови, розвиток національної культури, відродження історичної пам'яті, формування національної свідомості та піднесення духовності й добробуту українського народу, просвітницьку і подвижницьку діяльність в ім'я України.

### Премія імені Анатолія Погрібного
У травні 2012 року Всеукраїнське товариство «Просвіта» заснувало Премію імені Анатолія Погрібного, яку щороку присуджуватимуть за вагомий внесок у справу українського національного відродження, розвиток української публіцистики, утвердження державності української мови та подвижницьку просвітницьку діяльність в ім'я України.

### Московський попихач
У 2015 році на сесії головної ради «Просвіти» засновано всеукраїнську антипремію «Московський попихач».
Антипремію присуджують тим високопосадовцям, які, на думку її засновників, публічно ігнорують вимогу 10-ї статті Конституції України про державність української мови, сприяють пришвидшенню реалізації задумів вищих кіл влади Росії про узаконення в Україні двомовності, як привід до розширення «русского міра».
Сума антипремії — 30 гривень. Це еквівалент 30-ти срібникам, які отримав Юда за зраду Ісуса Христа.
Серед попередньо висунутих сесією Головної ради «Просвіти» 17 червня 2015 претендентів — міністр внутрішніх справ Арсен Аваков, телеканал «Інтер» та ті члени Національної ради з питань телебачення і радіомовлення, які проголосували за продовження цьому каналу найбільшої кількості частот і годин на 7 років.
Сесія також прийняла звернення до Президента України із таким змістом (витяг):
|  | - «державність» української мови в Українській державі реально є декларативною; - без розв'язання фундаментальних питань гуманітарної політики (мова, культура, історія), які формують національну ідентичність, ми, як народ і держава, не відбудемося; - нинішня криза, яка призвела до втрати частини української території, — через відсутність належної україноцентричної гуманітарної політики у сферах освіти, інформаційній та мовно-культурній. |

## Галерея

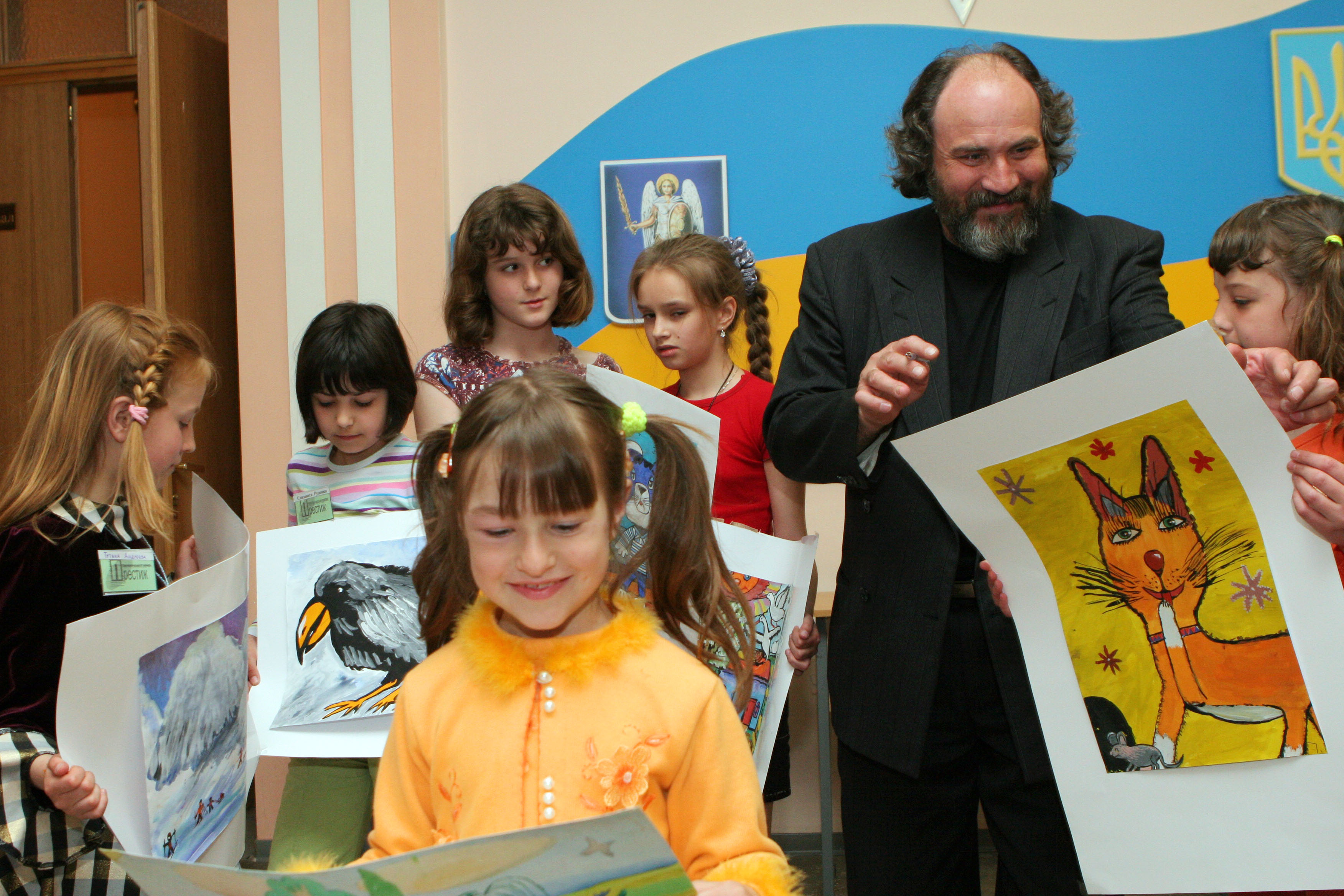
Конкурс дитячого малюнку «Палітра українського слова»
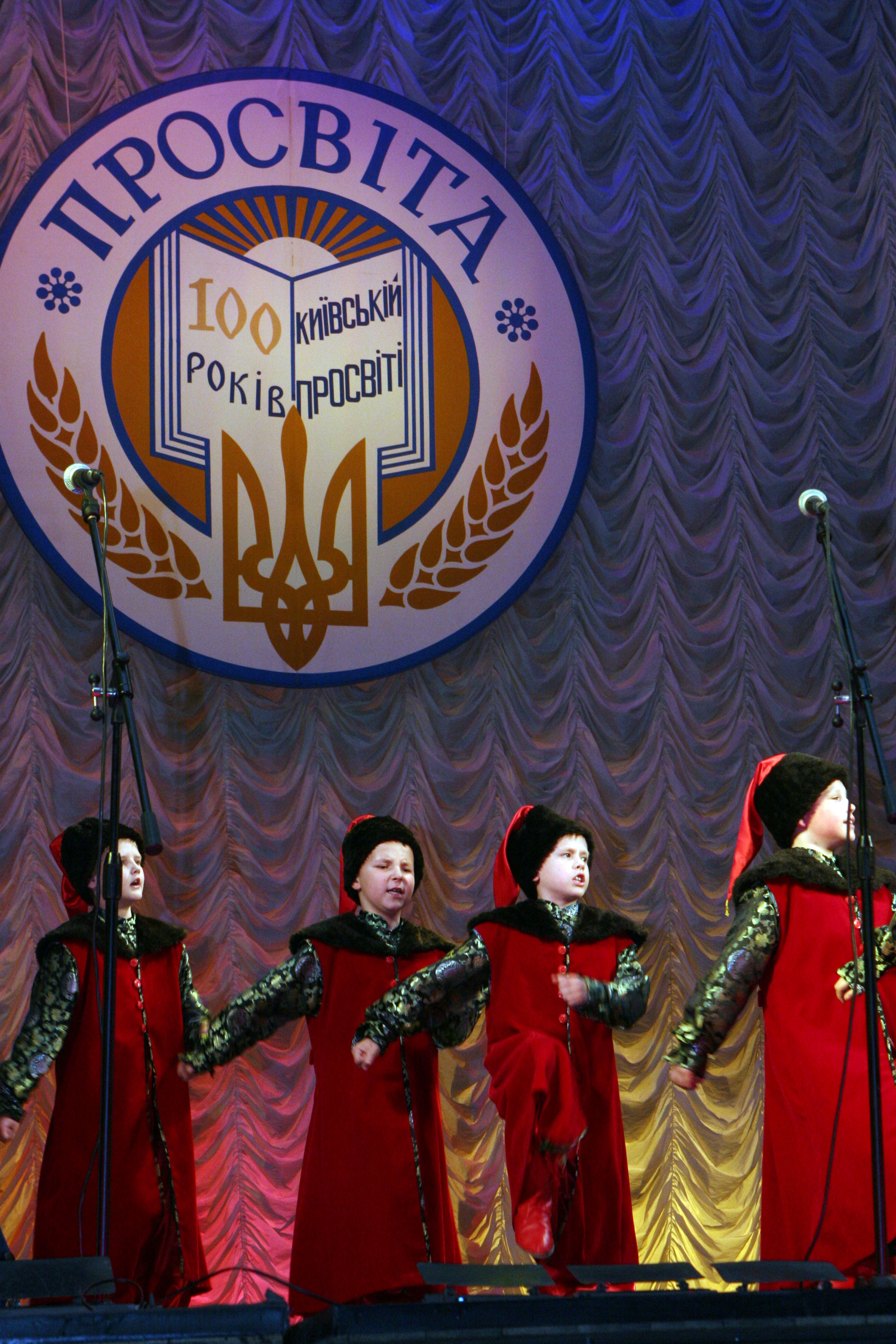
Ювілей 100-річчя Київської «Просвіти»
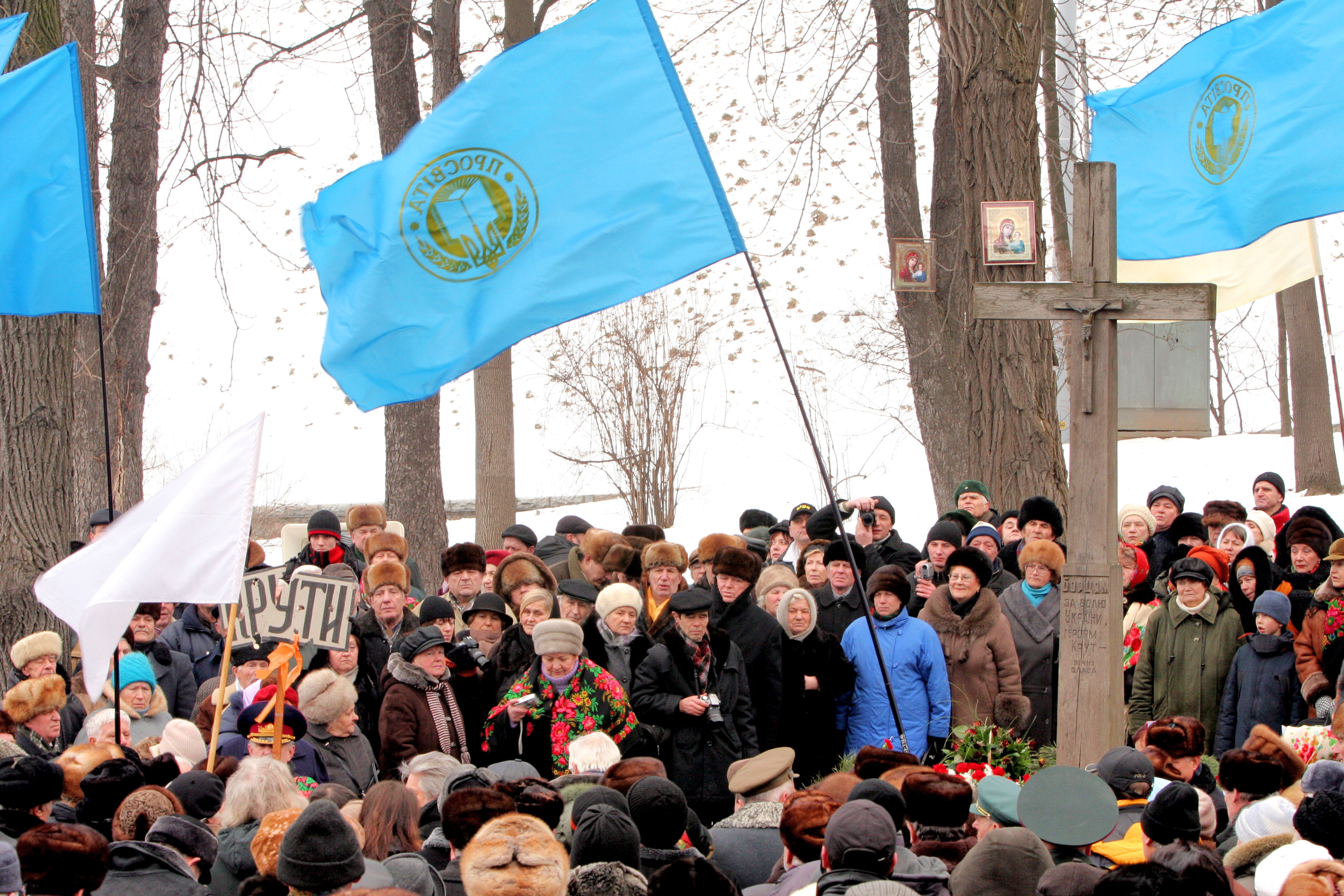
Вшанування «Просвітою» пам'яті героїв Крут на Аскольдовій могилі у Києві
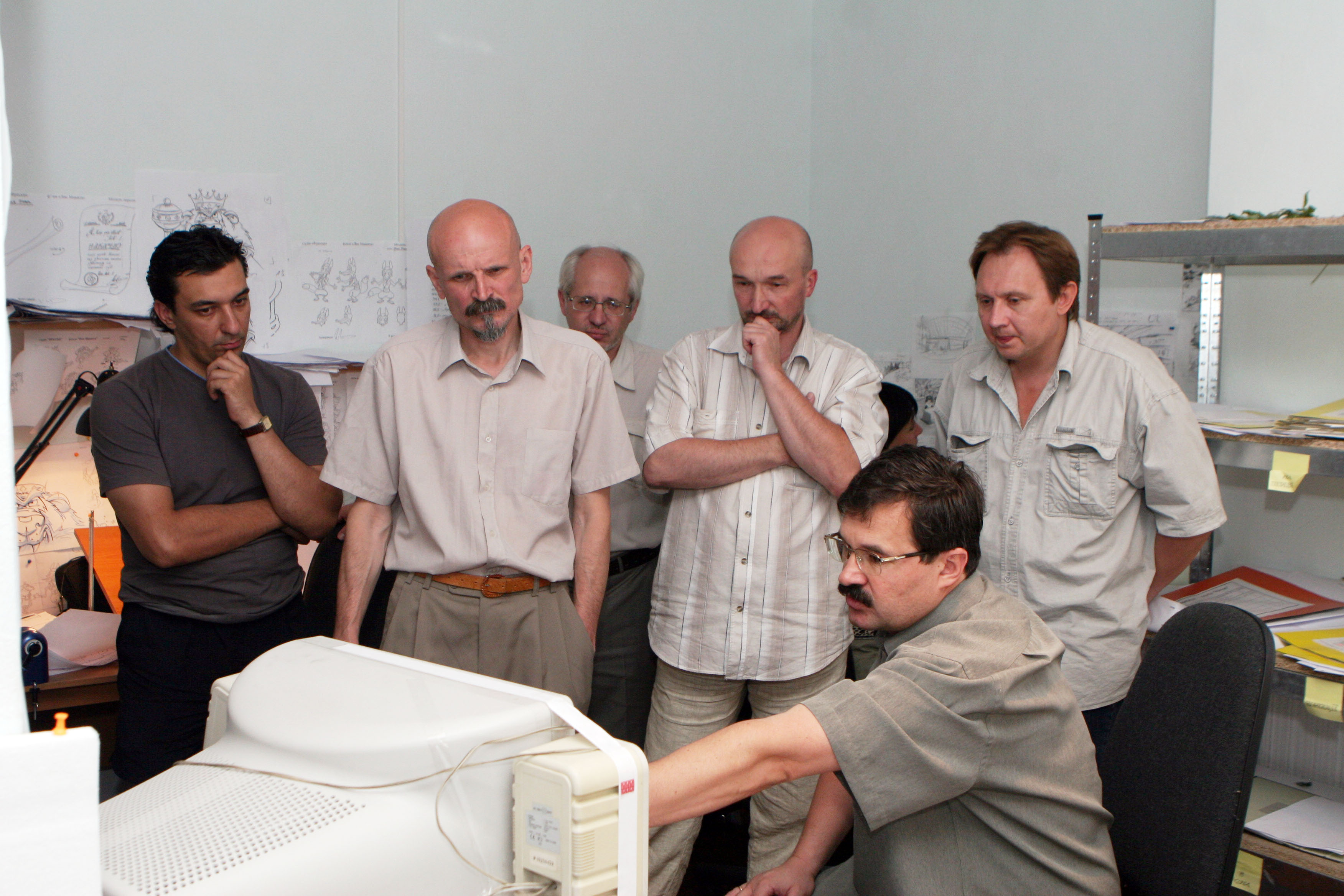
Творча група просвітян під час роботи над мультиплікаційним фільмом «Лис Микита»
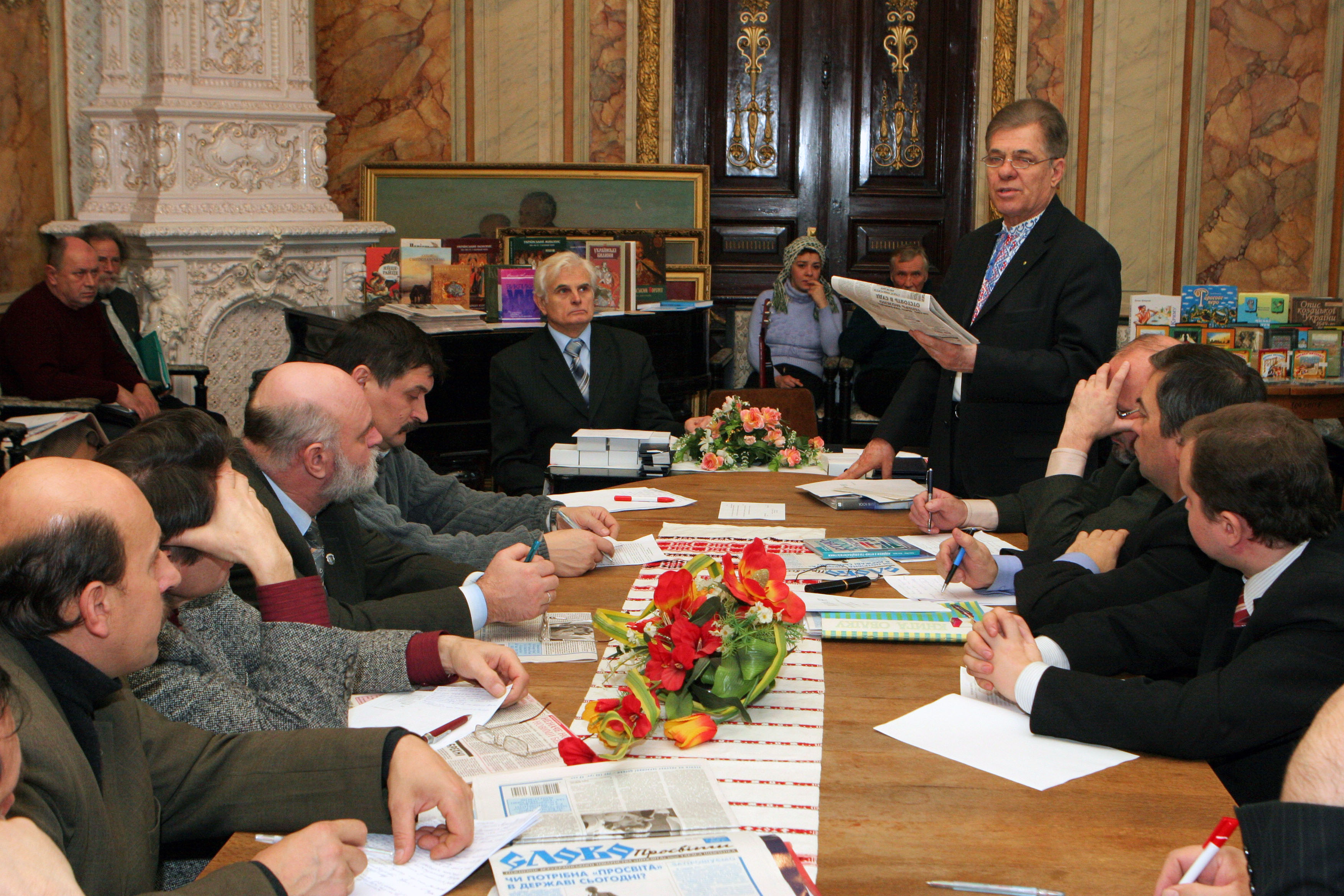
Головна Рада ВУТ «Просвіта», 2006 рік. Виступає Анатолій Погрібний
- Світлина з урочистостей з нагоди 150-річчя «Просвіти» у Львові за участі Президента України Петра Порошенка на обкладинці газети «Культура і життя»

## Керівні органи
18 листопада 2017 р. у Києві відбувся Х з'їзд ГО «Всеукраїнське товариство „Просвіта“ ім. Т. Г. Шевченка». Відповідно до Статуту обрано такі керівні органи:
Голова — Мовчан Павло Михайлович
І-й заступник — Філіпчук Георгій Георгійович
Заступники:
- Західний регіон — Пітко Ярослав Михайлович, Львів;
- Східний регіон — Кульчинський Микола Георгійович, Полтава

### Центральне правління
- Вольвач Петро Васильович — академік Української академії екологічних наук, доктор філософії в галузі біології, дійсний член НТШ, член НСПУ;
- Гандзюк Юрій Михайлович — професор, директор фірми «Атлантик»;
- Голота Любов Василівна — Головний редактор газети «Слово Просвіти», лауреат Національної премії імені Тараса Шевченка;
- Заєць Іван Олександрович — заступник голови ГО «Рух за Україну в НАТО»;
- Клічак Василь Йосипович — директор ВЦ «Просвіта»;
- Мужук Леонід Петрович — кінорежисер, народний артист України;
- Стеценко Кирило Вадимович — голова Київського міського об'єднання ВУТ «Просвіта» ім. Тараса Шевченка;
- Тимошик Микола Степанович — професор Київського національного університету ім. Тараса Шевченка;

### Головна рада[15]
Голови обласних об'єднань, за Статутом
- Вольвач Петро Васильович — АРК, Кримське об'єднання товариства «Просвіта»
- Теклюк Анатолій Іванович — Вінницьке обласне об'єднання товариства «Просвіта»
- Стрільчук Людмила Василівна — Волинське обласне об'єднання товариства «Просвіта»
- Єкшов Віктор Володимирович — Дніпропетровське обласне об'єднання товариства «Просвіта»
- Шевченко Володимир Павлович — Донецьке обласне об'єднання товариства «Просвіта»
- Васильчук Святослав Карпович — Житомирське обласне об'єднання товариства «Просвіта»
- Піпаш Володимир Васильович — Закарпатське обласне об'єднання товариства «Просвіта»
- Артюшенко Ігор Андрійович  — Запорізьке обласне об'єднання товариства «Просвіта»
- Волковецький Степан Васильович — Івано-Франківськське обласне об'єднання товариства «Просвіта»
- Букет Євген Васильович[16] — Київське обласне об'єднання товариства «Просвіта»
- Стеценко Кирило Вадимович — Київське міське об'єднання товариства «Просвіта»
- Ратушняк Олександр Михайлович  — Кіровоградське обласне об'єднання товариства «Просвіта»[17]
- Клопченко Ігор Геннадійович — Луганське обласне об'єднання товариства «Просвіта»
- Пітко Ярослав Михайлович — Львівське обласне об'єднання товариства «Просвіта»
- Мачула Олександр Миколайович — Миколаївське обласне об'єднання товариства «Просвіта»
- Кульчинський Микола Георгійович — Полтавське обласне об'єднання товариства «Просвіта»
- Вєтров Іван Васильович — Рівненське обласне об'єднання товариства «Просвіта»
- Проценко Володимир Миколайович — Севастопольське міське об'єднання Всеукраїнського товариства «Просвіта» імені Тараса Шевченка
- Шевченко Олексій Григорович — Сумське обласне об'єднання товариства «Просвіта»
- Шимків Петро Михайлович — Тернопільське обласне об'єднання товариства «Просвіта»
- Сергієнко Анатолій Григорович — Харківське обласне об'єднання товариства «Просвіта»[18]
- Олексюк Олег Васильович — Херсонське обласне об'єднання товариства «Просвіта»
- Міхалевський Віталій Цезарійович — Хмельницьке обласне об'єднання товариства «Просвіта»
- Фещенко Олена Василівна — Черкаське обласне об'єднання товариства «Просвіта»
- Савчук Остап Васильович — Чернівецьке обласне об'єднання товариства «Просвіта»
- Шевченко Олександр Олександрович  — Чернігівське обласне об'єднання товариства «Просвіта»
- Мороз Віталій Андрійович — голова ГО «Молода Просвіта»
- Глаголюк Василь Петрович — голова Коломийської «Просвіти».

Представники творчої інтелігенції, науковці, письменники, громадські діячі
- Андрійчук Петро Олександрович — керівник творчого колективу «Дарничанка»;
- Антоненко Петро Якович — редактор газети «Світ-Інфо»;
- Василашко Василь Федорович — поет, член НСПУ, відповідальний секретар Товариства «Знання» України;
- Голомша Микола Ярославович — співголова ПО «Українська альтернатива»;
- Горбачук Іван Тихонович — професор Національного педагогічного університету ім. М. Драгоманова;
- Гриценко Павло Юхимович — директор Інституту української мови НАНУ;
- Жулинський Микола Григорович — директор Інституту літератури імені Тараса Шевченка НАНУ;
- Качан Анатолій Леонтійович — поет, член НСПУ;
- Кметик Володимир Іванович — керівник телеканалу «Малятко TV», директор студії «Фрески»;
- Кіраль Сидір Степанович — професор, доктор філологічних наук;
- Ломачук Дмитро Федорович — директор студії «Просвіта», заслужений працівник культури України, доктор культурології;
- Лупаков Євген Олександрович — голова Спілки офіцерів України;
- Колодний Анатолій Миколайович — заступник директора Інституту філософії НАНУ;
- Сидоржевський Михайло  Олексійович — голова НСПУ;
- Франчук Валерій Олександрович — художник, лауреат Національної премії України ім. Тараса Шевченка;
- Шокало Олександер Андрійович — письменник;
- Мотрич Катерина Вакулівна — член НСПУ, лауреат «Народної премії»;
- Чирипюк Дмитро Іванович — режисер Національного академічного драматичного театру ім. Івана Франка.

### Контрольно-ревізійна інспекція[15]
- Черняхівський Олексій Іванович (голова)
- Цимбалюк Микола Іванович

## Спочилі члени керівних органів
- Буравський Микола Олександрович — народний артист України, художній керівник театру українського фольклору «Берегиня»;
- Гайдамака Анатолій Васильович — художник;
- Гоян Ярема Петрович — письменник, лауреат Національної премії імені Тараса Шевченка;
- Лупій Олесь Васильович — письменник, член НСПУ;
- Нестерчук Микола Трохимович — відповідальний секретар Всеукраїнського товариства «Просвіта», заслужений працівник освіти України;
- Оцун Микола Петрович — член Контрольно-ревізійної інспекції;
- Павличко Дмитро Васильович — письменник, Герой України;
- Погрібний Анатолій Григорович — професор Київського національного університету, голова Педагогічного товариства імені Г.Ващенка, доктор філологічних наук. Ведучий радіоциклу «Якби ми вчились так як треба», автор публіцистичних книг, присвячених утвердженню української мови як державної. Член Центрального правління товариства з 1989. Помер 9 жовтня 2007 року у Києві;
- Пономарів Олександр Данилович — професор, доктор філологічних наук, заступник голови Всеукраїнського товариства «Просвіти», Академік АПН, автор багатьох книг з мовної проблематики;
- Семистяга Володимир Федорович — Заслужений працівник освіти України, голова Луганського обласного об'єднання;
- Слабошпицький Михайло Федотович — письменник, виконавчий директор «Ліги українських меценатів»;
- Ющук Іван Пилипович — професор Київського міжнародного університету;